# Língua dialonquê
Dialonquê (Yalunka, djallonké ou dialonké) é uma língua falada pelos dialonquês, com uma comunidade de aproximadamente 214.000 falantes distribuídos entre a Guiné, Serra Leoa, Mali e Senegal, na região da África Ocidental. Os dialonquês, uma comunidade Mandé intimamente relacionada com os Susu, é encontrado principalmente na Guiné, com concentração significativa em Faraná, e também em comunidades menores em Kouroussa. Além disso, há comunidades dispersas no nordeste de Serra Leoa, sudeste do Senegal e sudoeste do Mali. Esta dispersão geográfica reflete a complexidade linguística que caracteriza o continente africano. No entanto, a língua dialonquê está enfrentando um declínio significativo, tornando-se cada vez menos presente em locais como mesquitas, mercados e reuniões públicas. Pertencente à família linguística nígero-congolesa, o dialonquê possui uma relação estreita com a língua susu.

## Etimologia
Jalonke o nome nativo da língua, significa "habitantes de Jalom"('Jalom' referindo-se à área montanhosa que inclui o atual Futa Jalom), sendo usado pelos falantes para se referirem à sua linguagem. Nas variedades do Norte e do Sul, a mesma denominação é encontrada, porém com grafias diferentes (dialonké e diallonké, respectivamente). No entanto, o dialonquê foi adotado como termo geral para todas as variedades.

## Distribuição
A África se destaca por sua notável complexidade linguística, superando qualquer outro continente. Ao longo do tempo, o mapa linguístico do continente evoluiu de uma estrutura mais simples para uma rede intricada de línguas, onde as relações entre elas podem ser representadas por "árvores genealógicas", refletindo uma hierarquia descendente de níveis. Essa complexidade é ainda mais evidente devido às variantes dialetais faladas em vastas áreas, onde há graus variados de intercompreensão entre os falares. O parentesco linguístico e cultural é facilmente perceptível para as comunidades que vivem lado a lado, enquanto as áreas habitadas por diversas etnias diferenciam-se também na análise etimológica da língua e nos fenômenos lexicais.
Recentemente, uma região meridional de afinidade linguística foi denominada como "níger-congo" ou "congo-kordofaniano" por Greenberg, ou "nigrítica" por Murdock. Essa classificação reflete a diversidade e a complexidade das línguas africanas, que podem ser classificadas de várias maneiras, incluindo classificações genéticas, tipológicas e geográficas (dialetos).
- Guiné: A língua dialonquê é falada principalmente na Guiné, especialmente em Faraná, com cerca de 128.000 falantes.[6]Na Guiné são falados três dialetos sendo eles, sulima (população≈30.000),[16] bafing (população≈10.000)[17] e musaia (população≈36.000).[18] Essa língua desempenha um papel crucial na identidade cultural e linguística das comunidades dialonquês. É utilizada em diversos contextos sociais, desde situações cotidianas até cerimônias tradicionais e manifestações culturais.[7][19]
- Mali:A língua dialonquê é falada no sudoeste do Mali, com cerca de 19.000 falantes,[6] desempenhando um papel vital na preservação da identidade cultural das comunidades dialonquês. No Mali são falados dois dialetos, o bafing (população≈10.000)[20] e o fontofa (população≈10.000).[21] A língua é usada em diversos contextos sociais e culturais, desde interações familiares até rituais tradicionais, é uma parte essencial da vida cotidiana no Mali.[22][23]
- Senegal:A língua dialonquê é falada por cerca de 15.000 habitantes[6] no sudeste do Senegal. No Senegal há a presença de um dialeto, o bafing (população≈10.000).[24] Apesar de ser uma minoria linguística na região, é valorizada como parte da diversidade linguística e cultural do país.[7][25]
- Serra Leoa: A língua dialonquê é falada por quase 52.000 pessoas[6] no nordeste de Serra Leoa e possui dois dialetos presentes, a musaia (população≈36.000) e sulima (população≈30.000).[22] A língua desempenha um papel vital na preservação da identidade cultural das comunidades dialonquês. Usada em diversas situações sociais, desde conversas familiares até eventos comunitários, é uma parte essencial da vida cotidiana nessa região.[26]

## História

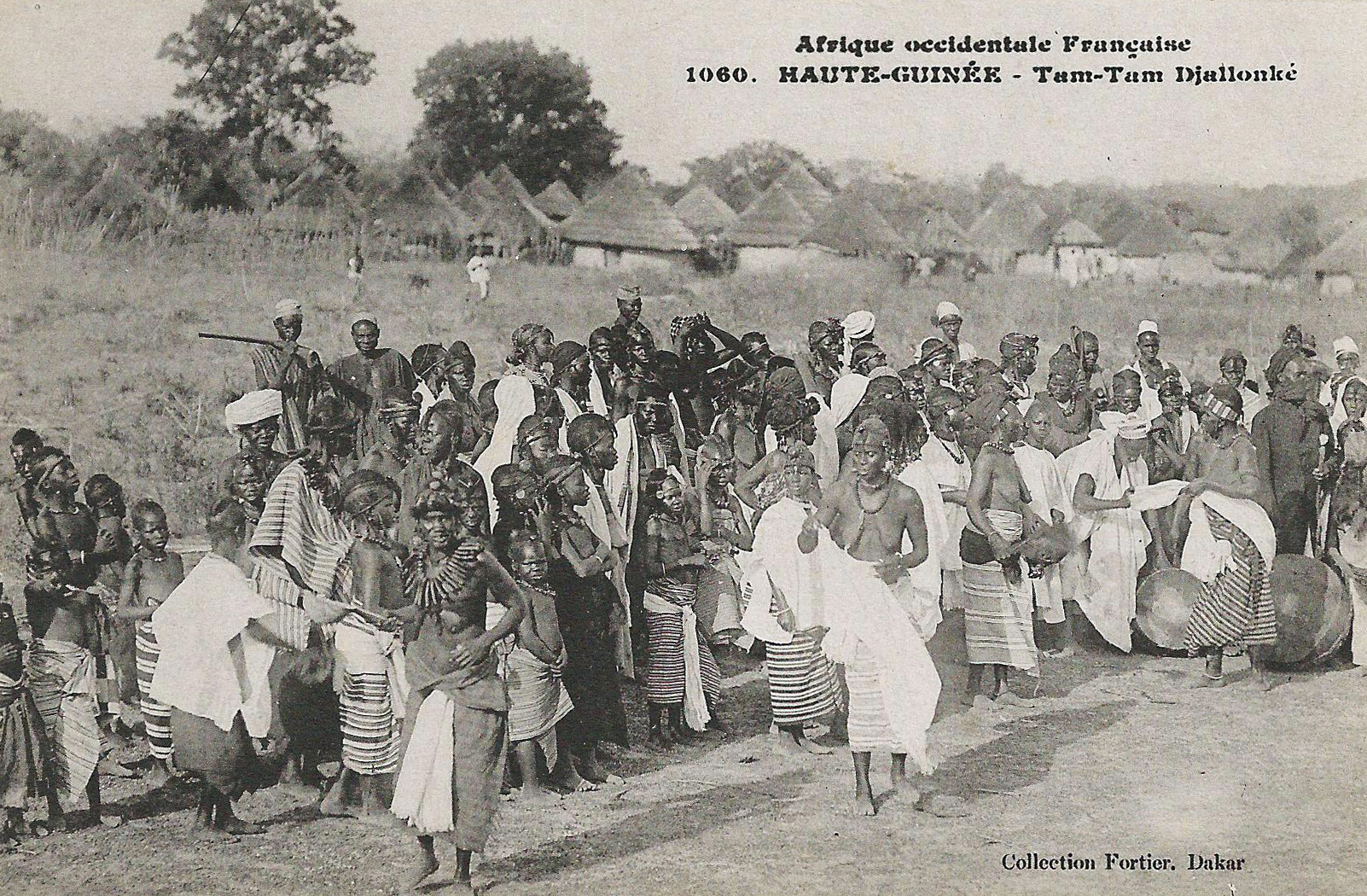
Dialonquês de Guiné

### História do povo
Os dialonquês, originário da montanhosa Koulikoro ao longo do vale do rio Níger, tem uma história rica e complexa que se entrelaça com a tradição oral susu. De acordo com esta tradição, os dialonquês são associados ao antigo Império Sosso de Sumanguru Cante. No século XI, após a desintegração do Império Sosso, os dialonquês migraram para a região montanhosa do planalto de Futa Jalom, na Guiné, onde se estabeleceram como animistas agrícolas, posteriormente aceitando o Islã|.
Entretanto, no século XVII, a ascensão das teocracias islâmicas apoiadas pelos Fulas resultou no domínio fula sobre a região tradicionalmente ocupada pelos dialonquês. Sob pressão, os dialonquês renunciaram ao Islã, mas enfrentaram uma série de jihads lideradas pelos Fulas, resultando na subjugação dos dialonquês e seu retorno ao Islã em 1778. As jiades contribuíram para a formação do estado Solima dialonquê na Guiné e na fronteira nordeste da Serra Leoa no século XIX. No entanto, durante a desolação dos dialonquês, Almami Samori Touré colaborou com aliados fulas, franceses e tuculores contra os dialonquês, lançando ataques frequentes contra eles.

### História da língua

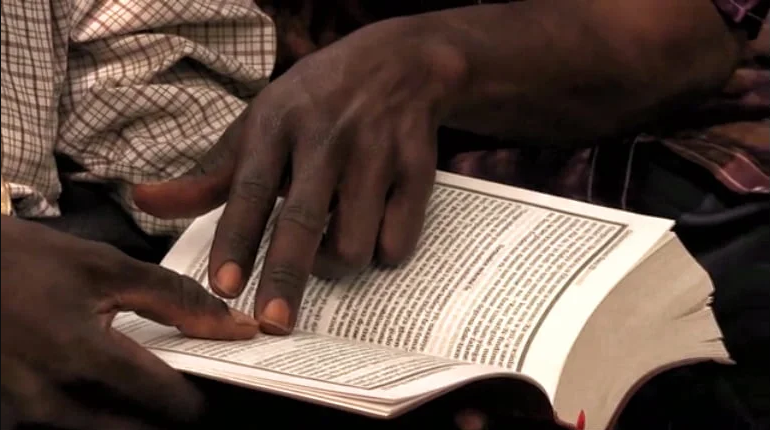
Bíblia escrita na ortografia dialonquê

A África é um continente de rica diversidade linguística, que não apenas define e distingue os diversos grupos étnicos, mas também reflete suas culturas distintas. A relação entre cultura e língua é profunda, já que muitos aspectos culturais dependem da língua para serem expressos especificamente. Historicamente, o multilinguismo nunca foi um obstáculo para os africanos até a chegada dos europeus, cujo objetivo era colonizar, explorar e importar suas ideologias sobre o povo africano. Com a colonização, as línguas africanas foram desmerecidas como "dialetos" pelos colonizadores, que consideravam os africanos como culturalmente inferiores e necessitados de "civilização". Muitas línguas africanas continuam sendo pouco conhecidas, algumas delas não possuem sistemas de escrita padronizados, sendo predominantemente utilizadas na oralidade.
A língua mais comum no Futa Jalom é o fula, uma língua Níger-Congo do ramo atlântico, e tem um status importante na Guiné, falada por cerca de 40% da população. A maioria dos falantes está no Futa Jalom. Durante o reinado de Sékou Touré, o Fula foi usado nas escolas primárias. Os falantes de jalonke são bilíngues em Fula, mas o oposto não é verdadeiro. A influência do casamento interétnico nas atitudes linguísticas é evidente, com jalonke sendo menos transmitido aos filhos em casamentos mistos, especialmente se a mãe for Fula. jalonke está perdendo espaço na esfera pública, com Fula sendo preferido em situações onde há falantes dessa língua.

## Fonologia
O modelo generativo de fonologia é aplicado à língua dialonquê para explicar seu sistema de sons. Essa abordagem pressupõe que cada enunciado em dialonquê tem uma forma básica subjacente, que passa por uma série de regras ou transformações para se ajustar à realidade fonética que o ouvinte percebe. A forma subjacente é inferida dos dados fonéticos para descrever de maneira precisa o sistema de som da língua.
Esses estudos são úteis para alunos de idiomas, pois ajudam a identificar os padrões sonoros naturais da língua estudada, melhorando assim a pronúncia. Também são úteis para projetos de tradução, auxiliando na criação de um sistema de escrita adequado para a língua e fornecendo evidências de sua suficiência para descrever o idioma.
A fonologia da língua dialonquê é caracterizada por um conjunto de sons consonantais e vocálicos que formam a base do sistema fonológico da língua. Abaixo está uma descrição geral dos sons encontrados na língua dialonquê.:

### Consoantes:
- A língua dialonquê possui um conjunto relativamente rico de consoantes, incluindo sons bilabiais, labiodentais, dentais, alveolares, pós-alveolares, palatais, velares, uvulares e glotais
- Exemplos de consoantes incluem /p/, /b/, /t/, /d/, /k/, /g/, /s/, /h/, /m/, /n/, /ɲ/, /ŋ/, entre outros.

|                     | bilabial | labiodental | labiovelar | alveolar | palatal | velar | uvular | glotal |
| ------------------- | -------- | ----------- | ---------- | -------- | ------- | ----- | ------ | ------ |
| oclusiva            | p b      |             |            | t d      | ɟ       | k g   |        |        |
| nasal               | m        |             |            | n        | ɲ       | ŋ     |        |        |
| Tepe                |          |             |            | ɾ        |         |       |        |        |
| fricativa           |          | f           |            | s        |         |       | x      | h      |
| aproximante         |          |             | w          |          | j       |       |        |        |
| aproximante lateral |          |             |            | l        |         |       |        |        |

#### Distribuição dos fonemas consonantais
A oclusiva /p/ e a fricativa /h/ são pouco comuns, principalmente em ideofones e empréstimos. A posição exata de articulação para a faixa entre dentária e pós-alveolar ainda não foi estabelecida. O retalho alveolar /ɾ/ é raro inicialmente, exceto em casos específicos, enquanto o aproximante /j/ é pouco atestado. A fricativa uvular /x/ é predominantemente percebida como surda, com variação na sonorização intervocálica. As consoantes nasais são distintas em quatro locais de articulação, mas apenas ocorrem no início de palavras e intervocalicamente. Apenas /ŋ/ ocorre.
O fonema /h/ é pouco comum, encontrado principalmente em termos religiosos que podem ser emprestados de idiomas como árabe, pular ou malinke. Além disso, o fonema /p/ também é observado principalmente em palavras emprestadas ou partículas enfáticas no final de frases, possivelmente provenientes do pular.

### Vogais:
- A língua dialonquê faz uso de um sistema de sete vogais relativamente simples, composto por vogais anteriores, centrais e posteriores, tanto em sons curtos quanto longos, portanto palavras de conteúdo monossilábicas sempre têm uma vogal longa.

|             | anterior não arredondado | posterior arredondado |
| ----------- | ------------------------ | --------------------- |
| aberta      | a                        |                       |
| semiaberta  | ɛ                        | ɔ                     |
| semifechada | e                        | o                     |
| fechada     | i                        | u                     |

#### Comprimento das vogais e nasalização
A língua dialonquê apresenta distinção no comprimento das vogais, onde palavras monossilábicas sempre têm uma vogal longa, similar a dialonké. Existe uma restrição fonotática que se assemelha à harmonia vocálica em certo grau, mas apenas dentro das raízes monomorfêmicas. A nasalização ocorre por coarticulação em sequências VN, não havendo conjunto de vogais nasalizadas como em dialonké.
O comprimento da vogal é essencial, pois afeta a nasalização em dialonquê, especialmente em raízes nominais de uma sílaba. Embora audível, sua variação fonética e a presença de diferenças tonais dificultam a demonstração de um contraste claro. No entanto, é marcado na ortografia para distinguir entre raízes verbais e substantivos, facilitando a distinção em pares mínimos contrastantes. Isso é crucial para a clareza na escrita, especialmente em línguas como jalunga, dialonquê e susu, onde o tom não é indicado na ortografia.

#### Exclusão de vogal final:
Uma vogal no final de uma palavra precedida por uma vogal nasal e seguido por uma palavra que começa com consoante é excluída. Exceto
1) se a sílaba anterior for nasalizado ou inclui uma vogal longa
2) se a consoante seguinte for nasal silábica.

### Tons:
- O jalonke não demonstra ser uma língua muito tonal, o que é atípico para uma língua Mande, especialmente considerando suas variedades relacionadas, soso e dialonké, que distinguem dois níveis tonais de registro. Experimentos de compreensão mostram que não há uma distinção tonal lexical, corroborando a ausência de tom em jalonke, mesmo para cognatos de línguas próximas. As evidências sugerem que mudanças internas e influências externas, como o bilinguismo e a exposição ao fula, podem ter levado à perda do tom em jalonke.[41]
- Apesar dos contrastes de tom serem raros, são reconhecidos dois tons distintos: um tom alto e um tom baixo.[42]

EXː            /tàli-na/  [tànla]  (n.escorpião)                     /táli-na/  [tânla]  (n.passarela)
- Tom alto sobre pronomes com posse alienável, ou seja, coisas que não são inerentemente possuídas, como parentes próximos e partes do corpo. Esse tom é a forma como a língua dialonquê diferencia entre posse e algumas outras estruturas.[43]
- O tom também pode funcionar para esclarecer a frase como um todo, pois podem ser representados com diacríticos ou, em alguns casos, pelo contexto na palavra, depois que muitas vogais foram excluídas ou alongadas.
- Substantivos em dialonquê se enquadram em 7 categorias tonais com base no contorno geral dos tons da palavra. Palavras que se enquadram na mesma categoria de contorno tonal interagem da mesma maneira quando combinadas com outras palavras. Esse fato é o que os agrupa em categorias

1. Raízes de uma sílaba com tom alto: A (H)
2. Duas (ou mais) raízes de sílabas com tom alto em ambas as sílabas: AA (HH)
3. Raízes de uma silaba com tom baixo: B (L)
4. Duas (ou mais) raízes de sílabas com tom baixo: BB (LL)
5. Raízes que começam com tom alto e terminam em tom baixo: AB (HL)
6. Raízes que começam com um tom baixo e terminam com um tom alto: BA (LH)
7. Raízes que começam com tom baixo, mudam para cima e terminam em tom baixo: BAB (LHL)

#### Função de Comprimento e Tom juntos
Às vezes, pode-se dizer todos os segmentos certos em uma palavra e até mesmo o tom certo, mas a palavra permanece incerta para um dialonquê se o comprimento não estiver certa.

#### Compacidade Tonal
As regras de Compacidade Tonal, aplicadas em dialonquê, mostram que cinco tipos de padrões tonais básicos(AA, BB, BA, AB, BAB) têm interações específicas ao formar palavras complexas ou frases nominais. Embora cada palavra possua seus próprios tons subjacentes, estas sofrem frequentemente alterações devido às influências das palavras ao redor. Esses cinco padrões desempenham um papel crucial na formação de substantivos compostos. em dialonquê, a compacidade Tonal é tal que o padrão tonal das duas primeiras sílabas de um composto determina o padrão nos formantes subsequentes, independentemente dos tons subjacentes a esses formantes.

#### Condicionamento Léxico-Semântico do Tom
No idioma dialonquê, embora haja uma sugestão de um padrão tonal desenvolvido em palavras compostas e frases nominais, a maioria delas segue um padrão de entonação diferente, que tende a ser uniforme, sem considerar o padrão subjacente de tom. A exceção a essa regra é encontrada no tipo de palavra BAB, onde o primeiro formante é sempre baixo em todas as sílabas, enquanto a primeira sílaba do segundo formante é sempre alta, seguida por sílabas baixas. Esse aspecto é chamado de condicionamento semântico léxico do tom, pois é especialmente prevalente em certos tipos de construções gramaticais.

## Ortografia
A ortografia da língua dialonquê é um aspecto crucial para a preservação e disseminação eficaz desta língua africana. Com poucas exceções, a ortografia utilizada é baseada em símbolos do Alfabeto Fonético Internacional (IPA), o que proporciona uma representação precisa dos sons da língua dialonquê. Os desvios do IPA são especificados na Tabela, garantindo consistência e clareza na transcrição fonética.
| Símbolos do IPA | Símbolos na ortografia dialonquê |
| --------------- | -------------------------------- |
| ɾ               | r                                |
| ɟ               | j                                |
| j               | y                                |
| X               | x                                |
| ŋ               | n                                |

### Fonotática (Estrutura Silábica)
A estrutura silábica básica da língua dialonquê segue o padrão (C)V(N), onde (C) representa o ataque consonantal, V a vogal e (N) a coda nasal. As sílabas fechadas, como "nan" (FOC), só são possíveis com nasal na coda, exceto para ideofones e empréstimos linguísticos. As raízes lexicais geralmente são mono ou dissílabas, enquanto palavras de conteúdo monossilábico têm estrutura silábica CVN ou CVV. A ortografia dialonquê também leva em conta a reduplicação completa da raiz, que ocorre em algumas palavras, como "tigi" e "tigitigi" (INTENS), embora muitas vezes não seja um processo morfológico, especialmente no caso de ideofones. No entanto, a ortografia precisa e consistente permite a distinção entre esses casos.
No ataque silábico, não ocorrem encontros consonantais, com exceção da sequência silábica nasal mais consoante, como em "nga" (mãe), e da sequência consoante mais aproximante labiovelar, como em "kwi" (in). Consoantes geminadas ocorrem em contextos monomorfêmicos, como em "hakke" (pecado, culpa), mas como esses agrupamentos são relativamente raros e principalmente em empréstimos, nenhuma suposição sobre a silabificação nessas palavras é feita. Outros encontros consonantais aparecem apenas nos limites das sílabas, garantindo uma representação precisa dos sons dialonquês.
É importante notar que a descrição da fonologia da língua dialonquê pode variar ligeiramente dependendo do dialeto específico da língua e de variações regionais. Além disso, as transcrições fonéticas podem diferir dependendo dos sistemas de escrita utilizados para representar a língua dialonquê.

## Gramática
A análise do perfil tipológico da língua jalonke revela uma estrutura gramatical que se diferencia de outras línguas da família Mande. Em vez de recorrer a marcações de caso ou concordância verbal, o jalonke se baseia principalmente na ordem das palavras para codificar relações entre sujeito e objeto. Marcadores de predicado são raros, sendo o marcador de passado "nun" o mais utilizado. Ademais, a língua tende a utilizar sufixos em vez de prefixos para expressar categorias funcionais. Quanto à ordem constituinte, a estrutura incomum do jalonke coloca o possuidor antes do possessum e os adjuntos após sua cabeça, desafiando o padrão harmônico geral entre sintagma nominal e ordem de constituintes na oração.
O desenvolvimento sintático nas línguas Mande é marcado por mudanças notáveis. Isso inclui a gramaticalização de um conjunto limitado de auxiliares verbais como marcadores de predicados, que agora são acompanhados por um complemento obrigatório, constituído por um verbo nominalizado e, opcionalmente, um substantivo relacional atuando como núcleo de uma construção genitiva inalienável. Além disso, a introdução de objetos diretos como substantivos genitivos inalienáveis do verbo nominalizado levou à sua colocação antes do verbo. Essa alteração na ordem das palavras é apoiada por propriedades sincrônicas específicas das línguas Mande, como a falta de distinção formal entre substantivo e verbo, estratégias perifrásticas nominais de marcação de Tempo-Aspecto-Modo (TAM) e ambiguidade estrutural entre NPs possessivos e sequências OV (Objeto-Verbo).

### Estrutura base da frase nominal[46]
A frase nominal segue a ordemː
1. Cabeça (adjetivo demonstrativo /na/ e o possuidor da frase)
2. Modificador
3. Substantivo principal
4. Adjetivo
5. Quantificador
6. Adjetivos limitantes
7. Plural
8. /nan/ e /fan/

### Estrutura das construções possessivas[47]
| NP (possuidor) | (POSS) | NP (possuído) |

### Pronomes Pessoais[48]
| 1 sing.            | n   |
| 2 sing.            | i   |
| 3 sing.            | a   |
| 1̈ (inclusivo) plu. | on  |
| 1 (exclusivo) plu. | nxo |
| 2 plu.             | o   |
| 3 plu.             | e   |

### Pronomes Relativos[49]
Os pronomes relativos não são deslocados para a frente da oração relativa como em inglês.Em vez disso, o relativizador substitui o substantivo onde normalmente ocorreria na frase. Existe apenas um pronome relativo e suas duas formas plurais: /naxan/ (qual); /naxanye/ ou /naxe/ (qual plural).

### Pronomes Demonstrativos[49]
Jalonke faz uso de dois pronomes demonstrativos, o ji proximal e o na distal. O demonstrativo proximal abrange desde a referência às próprias partes do corpo do falante até o espaço vivido imediato. O demonstrativo distal pode ser utilizado a partir de objetos que estão fora do alcance do locutor até longas distâncias. A visibilidade parece desempenhar um papel na escolha do demonstrativo proximal em vez do distal, bem como no acompanhamento dos gestos de apontar. Gestos de apontar estão presentes apenas para referentes visíveis. Nos textos, tanto o demonstrativo proximal quanto o distal podem ter referência anafórica. Em Jalonke, é o demonstrativo distal que, além de seu uso como demonstrativo, foi estendido para marcar a absoluta definição como um enclítico.
| /na/          | aquela          |
| /ne/          | aqueles         |
| /ito/ ou /ji/ | esse            |
| /itoe/        | esses           |
| /na/          | lá              |
| /be/          | aqui            |
| /mɛnni/       | lá contrastante |

### Pronomes Negativos[49]
| sese     | nada                      |
| fefe     | não importa               |
| dede     | em lugar nenhum           |
| kiki     | sem chance                |
| se yo se | qualquer coisa (anything) |
| ki yo ki | qualquer forma (anyway)   |

### Pronomes interrogativos[49]
| /mundun/          | qual          |
| /nde/             | quem          |
| /nanse/           | o que         |
| /nanfe/           | o que importa |
| /nanfera/         | porque        |
| /waxati mundunyi/ | quando        |
| /minɛnyi/         | onde          |
| /di/              |               |

### Substantivos
Desde o início da descrição linguística até hoje, as línguas Mande foram caracterizadas como línguas que têm substantivos, mas sem verbos verdadeiros. Auxiliares ou 'marcadores predicados' cumprem todas as funções associadas aos verbos, como a marcação do tempo, aspecto e humor, enquanto as palavras que transmitem o significado verbal não têm todas essas funções. Os substantivos nunca podem parecer não derivados como as cabeças das predicações verbais, mas 'verbos' - ou as palavras que transmitem o significado verbal - podem sofrer livremente a mudança de categoria para substantivos. Podemos classificar os 'verbos' de Mande como 'nomes verbais' ou 'verbonominais'. Na língua há o uso de um sufixo nominal "-i". Este sufixo cria substantivos através da fusão com a vogal final da base, resultando em substantivos que geralmente terminam em vogais anteriores. Enquanto os verbos em sossó podem terminar em vários vogais e na velar nasal, os substantivos são limitados às vogais anteriores e à vogal central /a/.
O sufixo "-i" está presente em todos os contextos sintáticos, exceto quando um substantivo é o primeiro membro de um composto. Ele funciona como um marcador definido, transmitindo nominalidade, não referência definida ou específica. Para que os verbos sossó sejam usados como substantivos, eles devem receber esse sufixo nominal, o que cria uma distinção formal entre substantivo e verbo em muitos contextos fonéticos. Em jalonke, uma língua relacionada ao sossó, o sufixo nominal se fundiu à raiz do substantivo e não é mais usado para derivar substantivos verbais. O que se torna imediatamente evidente a partir de uma rápida olhada nas frequências dos usos verbais e nominais é que os itens que ocorrem mais de uma vez geralmente são mais frequentes como verbos do que como substantivos. Existem cinco exceções a esta observação: os lexemas koogu 'casar/casamento', wale 'trabalhar/trabalho', fori 'ser velho/velho', janfa 'trair/traição' e xutu 'amarrar, anexar/fetiche' ocorrem mais frequentemente como substantivos do que como verbos.

### Adjetivo
Essas palavras ocorrem opcionalmente após o substantivo principal e antes do quantificador ou /na/ determinante, assim o adjetivo é facilmente localizado e distinguido de outros elementos modificadores como substantivo e verbo. Muitas vezes há uma mudança morfológica ou afixação de verbos estaduais para torná-las adequadas à categoria.
Em contraste com substantivos e verbos, os adjetivos, mesmo que existam como uma categoria lexical numa língua, muitas vezes formam uma classe fechada. Nas línguas onde os adjetivos com alguma controvérsia são reconhecidos como uma classe de palavras com base em critérios morfossintáticos de diferenciação, eles são claramente limitados em número. Para sossó, todos os modificadores são substantivos em construção possessiva; Friedländer distingue construções qualificativas de construções possessivas, mas também as trata como nominais. Em contraste com a maioria das outras línguas, não há adjetivação predicativa especial ou construção estativa em Sossó, nem uma forma de derivar formalmente verbos causativos/incoativos de adjetivos/verbos estativos. Estas descobertas são confirmadas por jalonke. Os estados são lexicalizados exclusivamente em verbos. Se esses verbos forem usados atributivamente, eles são (com exceções marginais) particípios perfeitos, uma reminiscência dos particípios adjetivos em outras línguas.

### Quantificadores
São obrigatoriamente preenchidos e contém o determinante /na/ ou um número. No entanto há exceções à regra de determinação obrigatória, os termos de parentesco usados como título não levam o /na/.
Os quantificadores compreendem nda 'alguns'; birin 'tudo' e goi 'muito'. Eles ocorrem em frases nominais contendo um marcador definido, com exceção do primeiro, já que este é um determinante indefinido.

### O uso de /nan/(foco) e /fan/(também)
Quando o /nan/ segue um substantivo, núcleo de frase nominal, ou substantivo próprio, ou pronome, ele marca essa frase nominal como o foco da frase. Isso é algo que o inglês faria com uma frase relativa. Já o /fan/ quando adicionado ao núcleo da frase nominal, ele adiciona o significado "também".
Exː Mariama nan sigama (É a mariana que vai)
Mariama fan sigama (Mariama também vai)

### Estrutura da frase verbal
Cláusulas verbais simples consistem em um verbo finito e seus argumentos e/ou adjuntos. No caso de um verbo intransitivo, é formado pelo sujeito e um verbo, e no caso de transitivo por um sujeito, objeto e um verbo. Sua estrutura segue a ordemː
1. Conjunção/advérbio
2. Sujeito-frase substantiva
3. Advérbio interno
4. Marcador de aspecto
5. Obj. direto-frase substantiva
6. Verbo-sufixo
7. Argumentos oblíquosdo verbo
8. nɛn
9. Oblíquos de localização, tempo e advérbios
10. nun/parítculas enfáticas

Na língua dialonquê, a estrutura da frase segue um padrão específico, onde há a possibilidade de Conjunção e Advérbio de tempo no início da oração. Geralmente, uma oração inclui um sintagma nominal sujeito, exceto em construções imperativas. Após o sujeito, pode-se encontrar um advérbio interno, seguido opcionalmente por um marcador de aspecto. Nos casos de verbos transitivos, um objeto direto pode surgir após o marcador de aspecto, seguido pelo verbo, que é considerado o enunciado mínimo da língua dialonquê, como em "/siga/ Vai". O verbo pode ser seguido opcionalmente por um sufixo, geralmente excluindo o marcador de aspecto, exceto com o sufixo /yi/. Após o verbo, encontram-se dois tipos de oblíquos, sendo um relacionado intimamente ao significado do verbo e o outro consistindo de pós-posições de localização, tempo e advérbios. Esses oblíquos são seguidos pela partícula /nen/, envolta em mistério, seguida pela partícula flexível /nun/ e uma classe de marcadores enfáticos, que carregam um tom mais alto que as palavras anteriores na frase. É importante observar que todas as categorias, exceto o verbo, são opcionais na estrutura da frase dialonquê.

### Conjunções e Advérbios iniciais
Ficam no início da oração. Há as conjunções coordenativas que conecta sentenças independentes e subordinativa onde as sentenças dependem uma da outra.

### Tempo, Modalidade e Aspecto

#### Marcadores de tempo
Estes são opcionais e mais frequentes em contextos afirmativos do que em negativos. Em contextos narrativos podem ser utilizados para codificar a ordem de um evento em relação a um segundo evento, como por exemplo  marcador do passado nun que localiza uma situação anterior ao momento do enunciado, ou seja, é relacionado ao passado e se refere ao que antes era mas não é mais verdade ou sobre eventos passados que não aconteceram. Ele pode indicar uma ação ainda mais no passado imediato com o marcador de aspecto.

#### Marcadores de modalidade
As sentenças declarativas constituem o tipo de frase mais básico e marcam como zero para modalidade
O subjuntivo expressa obrigações fracas e comandos educados, propósito,  e atos de fala exclamativa. Esses marcadores também podem enfraquecer declarações declarativas e é codificado pelo marcador xa.

#### Marcadores de aspecto, sufixos verbais e verbos
Existem diversos marcadores de aspecto e sufixos verbais que desempenham um papel fundamental na alteração e qualificação do significado do verbo em dialonquê. Esses marcadores e sufixos são comparados a interruptores que ativam ou desativam diferentes aspectos do verbo, cada um tendo um efeito distinto no significado. Alguns desses marcadores não podem ocorrer simultaneamente, pois ocupam a mesma posição na frase e têm significados mutuamente exclusivos, sendo denominados como ocupando a mesma posição neste texto. Por exemplo, o sufixo -xi não pode ser usado junto com o sufixo -ma, pois possuem significados opostos, e aparentemente apenas um sufixo por vez é permitido no verbo em dialonquê. Assim, esses dois sufixos são considerados como ocupando a mesma posição.
Como mencionado anteriormente, tanto um marcador de aspecto quanto um sufixo verbal podem estar ligados ao verbo, fornecendo a ele um "aspecto" específico. Cada marcador de aspecto ou sufixo verbal confere ao verbo uma variação no significado circunstancial. O "marcador de aspecto" é posicionado antes do objeto direto e após o sujeito na frase, seguindo uma característica comum às línguas Mande do noroeste. em dialonquê, assim como em outras línguas Mande do noroeste, a ênfase recai não sobre o tempo, mas sim sobre se a ação foi ou não realizada, expressa pelos sufixos verbais, que podem ser abreviados como "[acc]" para ações "completas" ou "[inc]" para ações "incompletas". Outras considerações incluem o contexto e se a ação é real ou não, sendo descrita como "irreal" caso não esteja ocorrendo na realidade.

### Exemplo de marcador de aspecto

##### /bata/ ou /banta/
Uma palavra comum em dialonquê é o marcador de aspecto /bata/ ou /Manta/. Quando /bata/ é usada como marcador de aspecto em uma frase, indica que a ação do verbo foi realizada imediatamente no contexto.
O uso do sufixo /bata/ implica uma ação que é realizada imediatamente, tanto literal quanto figurativamente. Isso significa que a ação foi iniciada e é considerada concluída praticamente. Em contraste, o sufixo /-xi/ indica uma ação realizada, mas não de forma imediata. Outra interpretação do significado de "bata", é que a ação foi realizada, mas ainda tem impacto no contexto atual, especialmente em usos figurativos. Portanto, é difícil descrever /bata/ em termos de tempos verbais tradicionais. É importante observar que este sufixo pode sofrer uma alteração fonológica opcional ao interagir com o pronome sujeitoː
Segunda pessoa do singular                       I bata              /Inta/
Terceira pessoa do singular                         A bata             /Anta/
Primeira pessoa do plural (inclusivo)           En bata           /en manta/
Primeira pessoa do plural (exclusivo)          Nxu bata         /Nxunta/
Segunda pessoa do plural                           ɛ bata               ɔnta
Terceira pessoa do plural                             E bata             /Enta/
| Dialonquê    | N            | bata         | kolon        |
| litː         | Eu           | já           | saber        |
| significadoː | Agora eu sei | Agora eu sei | Agora eu sei |

### Exemplo de sufixo verbal

#### /-xi/
O sufixo /-xi/ tem as características de aspecto completo ou realizado (abreviado aqui como "acc") ainda não no contexto imediato. Por esta razão, geralmente é usado como um pretérito.
| Dialonquê    | N                 | faxi              | to                | nin                |
| litː         | Eu                | vim - acc         | hoje              | elemento de ênfase |
| significadoː | É hoje que eu vim | É hoje que eu vim | É hoje que eu vim | É hoje que eu vim  |

Quando este sufixo esta em uma frase nominal, o verbo com /-xi/ vira um adjetivo.
Exː tinxinxi (ser direto "endireitado")

### Exemplos de verbos

##### Verbos de estado
Desempenham a mesma função que nossos adjetivos predicados desempenham em inglês, ou seja, é usado para descrever a qualidade de algo. Exː A fan (Isso é bom).

##### Verbos intransitivos
Os verbos intransitivos não podem assumir um objeto direto. Exː findi (tornou-se); xɛtɛxi (voltaram de).

##### Verbo equativo /na/
A estrutura equativa normal emprega a pós-posição /ra/ inclui o verbo de ligação equativo /na/ no positivo, já no negativo é nulo. Quando a partícula enfática /nan/ é empregada o verbo /na/ não é usado.

##### Preverbosː verbos transitivos derivados
Verbos intransitivos mudam para transitivo quando há um preverbo que muda o significado do verbo.
Exː /ma/ (causativo ou ação repetitiva); /ra/ (causativo); /i/ ou /yi/ (causativo abstrato).

##### Verbos obrigatoriamente transitivos
Há verbos que são obrigatóriamente transitivos.
Partículas enfáticas
verbo coloca restrições de quais marcadores podem ser aplicados. Geralmente possui verbos estaduais
Exː /de/, /han/, /yen/, /ken ken/, etc.

## Vocabulário
A história do vocabulário dialonquê é intrinsecamente ligada à história e à evolução do próprio dos dialonquês ao longo do tempo. Como uma língua mandé, o dialonquê compartilha raízes linguísticas comuns com outras línguas da família mandé, como o mandinka e o bambara. A origem exata do dialonquê remonta a séculos atrás, quando os antepassados dos dialonquês migraram para a região montanhosa do planalto de Futa Jalom, na atual Guiné, provavelmente durante o período do Império do Mali.
Ao longo dos séculos, os dialonquês desenvolveu um vocabulário rico e diversificado para descrever sua vida cotidiana, práticas culturais, tradições, crenças religiosas e interações sociais. O vocabulário dialonquê reflete não apenas a influência das línguas vizinhas e das culturas com as quais os dialonquês entraram em contato, mas também as experiências específicas do os dialonquês ao longo de sua história.A chegada do Islã na região no século XVII e os conflitos subsequentes com os povos vizinhos, como os Fula, também podem ter introduzido novos termos e conceitos no vocabulário dialonquê. Além disso, o comércio transatlântico de escravos e as interações com colonizadores europeus nos séculos seguintes também podem ter deixado sua marca no vocabulário dialonquê.
Com o tempo, o vocabulário dialonquê continuou a evoluir, assimilando novos termos, influências linguísticas e mudanças semânticas à medida que a sociedade dialonquê se adaptava a novas realidades políticas, econômicas e sociais. Hoje, o vocabulário dialonquê continua a ser uma parte essencial da identidade cultural e da herança linguística do os dialonquês, preservando sua história e tradições através das palavras.

### Número
O sistema numérico do jalonke é baseado em uma estrutura quinária, com sobreposição de um sistema decimal. Os numerais de 'um' a 'quatro' são simples, enquanto os numerais de 'cinco' a 'nove' são, em sua origem, compostos, consistindo de 'cinco' mais um dos numerais simples. 'Dez' e 'vinte' são expressos de forma simples, enquanto os múltiplos de dez de 'trinta' a 'noventa' são formados por 'múltiplo de dez' seguido pelo número pelo qual dez é multiplicado. A Tabela 7 fornece uma visão geral desse sistema numérico, juntamente com exemplos da formação de numerais complexos.
| Número                | Tradução    |
| keden                 | um          |
| fidin                 | dois        |
| saxan                 | três        |
| naani                 | quatro      |
| suuli                 | cinco       |
| sɛnni                 | seis        |
| solofɛdɛ              | sete        |
| solomasɛgɛ            | oito        |
| solo manaani          | nove        |
| fuu                   | dez         |
| fuu nun keden         | onze        |
| mɔxɔɲɛn               | vinte       |
| tɔngɛ saxan           | trinta      |
| tɔngɛ saxan nun keden | trinta e um |
| kɛmɛ                  | cem         |
| kɛmɛ fidin            | duzentos    |
| wulu                  | mil         |
| wulu fidin            | dois mil    |

### Expressões em dialonquê[64]
| Dialonquê: felen       |
| Susu: felen            |
| Francês: pencher se    |
| Inglês: curvar-se para |

| Dialonquê: barayi     |
| Susu: baraayi         |
| Francês: bénir        |
| Inglês: abençoar para |

| Dialonquê: dutun               |
| Susu: sunsa                    |
| Francês: boucher               |
| Inglês: perto de (uma garrafa) |

| Dialonquê: buka       |
| Susu: buxa            |
| Francês: cultivar     |
| Inglês: cultivar para |